# Gnomonia chamaemori
Gnomonia chamaemori är en svampart som beskrevs av Fr. 1871. Gnomonia chamaemori ingår i släktet Gnomonia och familjen Gnomoniaceae.   Inga underarter finns listade i Catalogue of Life.
I den svenska databasen Dyntaxa används istället namnet Gnomoniopsis chamaemori för samma taxon.  Arten är reproducerande i Sverige.